# Hoằng Xuyên
Hoằng Xuyên là một xã cũ thuộc huyện Hoằng Hóa, tỉnh Thanh Hóa, Việt Nam.

## Địa lý
Xã Hoằng Xuyên nằm ở phía bắc huyện Hoằng Hóa, có vị trí địa lý:
- Phía đông giáp xã Hoằng Đạt
- Phía tây giáp xã Hoằng Quý và xã Hoằng Quỳ
- Phía nam giáp thị trấn Bút Sơn và các xã Hoằng Cát, Hoằng Đức
- Phía bắc giáp huyện Hậu Lộc và xã Hoằng Sơn.

Xã Hoằng Xuyên có diện tích 6,03 km², dân số là 5.896 người, mật độ dân số đạt 978 người/km².

## Lịch sử
Địa bàn xã Hoằng Xuyên hiện nay trước đây vốn là hai xã Hoằng Xuyên và Hoằng Khê.
Trước khi sáp nhập, xã Hoằng Xuyên có diện tích 3,21 km², dân số là 2.934 người, mật độ dân số đạt 914 người/km². Xã Hoằng Khê có diện tích 2,82 km², dân số là 2.962 người, mật độ dân số đạt 1.050 người/km².
Ngày 16 tháng 10 năm 2019, Ủy ban Thường vụ Quốc hội ban hành Nghị quyết số 786/NQ-UBTVQH14 về việc sắp xếp các đơn vị hành chính cấp xã thuộc tỉnh Thanh Hóa (nghị quyết có hiệu lực từ ngày 1 tháng 12 năm 2019). Theo đó, sáp nhập toàn bộ diện tích và dân số của xã Hoằng Khê vào xã Hoằng Xuyên.
Theo Nghị quyết số 1686/NQ-UBTVQH15, giải thể huyện Yên Định và thành lập xã Hoằng Sơn trên cơ sở sáp nhập toàn bộ diện tích tự nhiên và dân số của các xã Hoằng Trinh, Hoằng Xuyên, Hoằng Cát và Hoằng Sơn.